# Леопольд V (герцог Австрии)
Леопольд V (нем. Leopold V; 1157 — 31 декабря 1194) — герцог Австрии с 1177 года и Штирии с 1192 года из династии Бабенбергов. Сын и наследник Генриха Язомирготта. Большинству людей известен как участник III Крестового похода и враг короля Англии Ричарда Львиное Сердце, после прибытия последнего инкогнито в Европу взявший его в плен. Наиболее выдающимся свершением Леопольда было присоединение к Австрии Штирии и Верхней Австрии в 1192 году. Через два года после этого Леопольд V умер.

## Биография
Леопольд V был сыном Генриха II Язомирготта и Феодоры Комниной, племянницы византийского императора Мануила I.
Вскоре после вступления на престол Леопольд V одержал победу над чешской армией, захватил Оломоуц и по миру 1179 года присоединил ряд территорий в южной Моравии.
Больше всего Леопольд V известен благодаря его участию в Третьем крестовом походе 1189 года, во время которого произошёл конфликт между герцогом и королём Англии Ричардом Львиное Сердце. Во время взятия Акры Леопольд V одним из первых крестоносцев взобрался на стену города и водрузил свой флаг. Разгневанный этим Ричард I сорвал флаг герцога и установил на его месте свой.
В дальнейшем конфликт между двумя монархами ещё более обострился: Ричард поддерживал Ги де Лузиньяна в его претензиях на корону Иерусалимского королевства, тогда как Леопольд V был сторонником Конрада Монферратского, своего двоюродного брата. Убийство Конрада в 1192 году многие приписали руке английского короля. Поэтому, когда в 1192 году Ричард I на обратном пути из Палестины проезжал через Вену, он был схвачен рыцарем Георгом Роппельтом по приказу Леопольда V и заключен в замок Дюрнштейн. Лишь в 1194 году герцог освободил короля под давлением папы римского и императора Генриха VI. За выход на свободу король Англии заплатил Леопольду V колоссальную по тем временам сумму в 150 тысяч марок, которая в дальнейшем использовалась герцогом для организации монетного двора в Вене, строительства новых городских стен столицы и основания Винер-Нойштадта.
Главным достижением правления Леопольда V стало присоединение Штирии. В 1186 году он заключил Санкт-Георгенбергский договор с бездетным герцогом Штирии Отакаром IV, в соответствии с которым после смерти Отакара Штирия на вечные времена объединялась с Австрией в единое государство во главе с австрийскими монархами, при условии сохранения прав и привилегий штирийских сословий. Отакар IV скончался в 1192 году, и Штирия была передана императором Леопольду V. Присоединение Штирии резко усилило Австрийскую монархию и дало толчок к бурному развитию горного дела, металлургии и торговли во владениях Бабенбергов.
В 1194 году Леопольд V неожиданно скончался после падения с лошади во время рыцарского турнира. Перед смертью он, в нарушение Санкт-Георгенбергского договора, разделил свои владения между сыновьями: Фридрих I получил Австрию, а Леопольд VI — Штирию.

## Брак и дети
- (1174) Илона Венгерская (1158—1199), дочь Гезы II, короля Венгрии. Дети:

- Фридрих I (ок. 1175—1198), герцог Австрии (с 1194)
- Леопольд VI (1177—1230), герцог Штирии (c 1194) и Австрии (c 1198)
- Агнесса (?)
- Берта (?)

## Образ в искусстве

### Художественная литература
- Талисман (роман, 1825)

### Кино
- Ричард Львиное Сердце / King Richard and the Crusaders (США, 1954) режиссёр Дэвид Батлер, в роли Леопольда — Вилтон Графф.
- Салахуддин Ейюби (Турция-Иран, 1970) режиссёр Сюреййя Дуру, в роли Леопольда - Джихангир Гаффари
- Ричард Львиное Сердце (Россия, 1992) режиссёр Евгений Герасимов, в роли Леопольда - Сергей Данилевич